# Круглицька Валентина Яківна
Круглицька Валентина Яківна (народилася 12 грудня 1938 у селі Зеленівка нині Приморського району Запорізької області) — український хімік, педагог, кандидат технічних наук, професор, лауреат Державної премії УРСР у галузі науки і техніки.

## Біографія і наукова діяльність
У 1961 році закінчила Київський політехнічний інститут. З 1965 року працює в цьому виші. У 1968 році здобула ступінь кандидата технічних наук. У 1972 році отримала звання доцента, а у 1992 році — професора.

У 1981 році отримала Державну премію УРСР в галузі науки і техніки за науково-технічну розробку та впровадження полімолекулярних кремнійорганічних захисних покриттів.

Працює на кафедрі хімічної технології композиційних матеріалів хіміко-технологічного факультету. Заслужений викладач хіміко-технологічного факультету НТУУ «КПІ», заслужений викладач НТУУ «КПІ», вчений секретар спеціалізованої вченої ради при НТУУ «КПІ» (з 1975 року).

Наукові інтереси: композиційні матеріали на основі кремнійорганічних сполук полімерів і еластомерів; фізико-хімічна механіка і структуроутворення в наповнених полімерах, одержання захисних покриттів на основі наповнених полімерів; композиції на основі цементів, що розширюються.

Викладає дисципліни: «Основи технології тугоплавких неметалевих і силікатних матеріалів», «Фізико-хімічна механіка дисперсних систем»", «Силікатне матеріалознавство».

## Наукові праці
Має понад 150 наукових праць, в тому числі 3 підручника, 1 навчальний посібник, 6 методичних вказівок, 5 монографій, зокрема (все у співавторстві):
- Круглицкий Н. Н., Круглицкая В.Я Дисперсные структуры в органических и кремнийорганических средах. Киев: Наук, думка, 1981. — 316 с.
- Круглицкая В. Я., Пахомова В. Н. Термостойкие антикоррозионные кремнийорганические покрытия для защиты электрофильтров / — Сборник Строительные материалы, изделия и санитарная техника. — 2007. — № 24. — С.136-140.
- В. Я. Круглицька В. М. Пахомова О. Г. Осьмаков Експлуатаційні властивості захисних покриттів на основі кремнійорганічного полімеру та дисперсного наповнювача Вісник Національного технічного університету «Харківський політехнічний інститут». Збірник наукових праць. Тематичний випуск «Хімія, хімічна технологія та екологія». — Харків: НТУУ «ХПІ». — 2010. — № 66. — С. 85-91
- Технологія екструзійної переробки пластичних мас: Метод. вказівки до викон. лаборат. робіт для студ. спец. 7.091612 «Технологія переробки полімерів»/ Уклад.: Пєтухов А. Д., Круглицька В. Я. та ін. — К.: ВПІ ВПК «Політехніка», 2010. — 108 с.
- Круглицька В. Я., Рассолова Л. О., Юнін Є. О. Дослідження впливу армуючого наповнювача на фізико-механічні властивості будівельних сумішей // V Всеукраїнська наукова конференція студентів та аспірантів «Хімічні Каразінські читання — 2013» (ХКЧ'13), 22–25 квітня 2013 року: тези доповідей.–Х.: ХНУ імені В. Н. Каразіна, 2013.– С. 60-61

## Відзнака
У 1981 році за науково-технічну розробку та впровадження полімолекулярних кремнійорганічних захисних покриттів нагороджена Державною премією України в галузі науки і техніки.